# ビコーズ・オブ・ユー (ニーヨのアルバム)
『ビコーズ・オブ・ユー』（Because of You）は、アメリカのシンガーでソングライターであるNe-Yoの2枚目のスタジオ・アルバム。2007年4月25日にアメリカでCompound EntertainmentおよびDef Jam Recordingsによってリリースされた。

## 概要
全米Billboard 200とTop R&B / Hip-Hop Albumsチャートで初週1位を獲得した。最初の週に250,000枚以上を売り上げ、RIAAからプラチナ認定を受けた。また、カナダとイギリスでトップ10入りを果たした。
本作では、Ron "Neff-U" Feemster、StarGate、Shea Taylorをはじめとする以前の多くの協力者と再びチームを組んだ。また、新たにThe Heavyweights、エリック・ハドソン、ティモシー・ブルーム、ノボディ、サイエンスなどのプロデューサーを迎え、デビュー・アルバム『イン・マイ・オウン・ワーズ』（2006年）のフォローアップに取り組んでいる。
本作からのシングルは、Billboard Hot 100で2位を獲得した「ビコーズ・オブ・ユー」の他、「ドゥ・ユー」、「キャン・ウィー・チル」、「ゴー・オン・ガール」の4曲がある。また、共演作としてラッパーのジェイ・Zをゲストに迎えた「クレイジー」、R&B歌手のジェニファー・ハドソンを迎えた「リーヴィング・トゥナイト」がある。
2008年2月の第50回グラミー賞で、最優秀コンテンポラリーR&Bアルバムを受賞した。

## 収録シングル
- 1st「ビコーズ・オブ・ユー」2007年3月27日 / Billboard Hot 100 最高2位
- 2nd「ドゥ・ユー」2007年9月22日 / Billboard Hot 100 最高26位
- 3rd「キャン・ウィー・チル」2007年9月29日 /US Hot R&B/Hip-Hop Songs 最高52位
- 4th「ゴー・オン・ガール」2007年12月4日 / Billboard Hot 100 最高96位

## 収録曲
1. ビコーズ・オブ・ユー - "Because of You"
2. クレイジー feat.ジェイ・Z - "Crazy" (featuring Jay-Z)
3. キャン・ウィー・チル - "Can We Chill"
4. ドゥ・ユー - "Do You"
5. アディクティッド - "Addicted"
6. リーヴィング・トゥナイト feat.ジェニファー・ハドソン - "Leaving Tonight" (featuring Jennifer Hudson)
7. エイント・シンキング・アバウト・ユー - "Ain't Thinking About You"
8. セックス・ウィズ・マイ・エックス - "Sex With My Ex"
9. エンジェル - "Angel"
10. メイク・イット・ワーク - "Make It Work"
11. セイ・イット - "Say It"
12. ゴー・オン・ガール - "Go On Girl"

### 日本盤ボーナス・トラック
1. ザッツ・ワット・イット・ダズ - "That's What It Does"
2. スポットライト - "Spotlight"